# كريس فينيكس
كريس فينيكس (بالإنجليزية: Chris Phoenix) هو رابر أمريكي، ولد في 23 أكتوبر 1984 في جيرسي سيتي في الولايات المتحدة.

## وصلات خارجية
- الموقع الرسمي